# Flaga Angarska
Flaga Angarska – prostokątny materiał o proporcjach (szerokość do długości) 2:3, składający się z dwóch nierównych horyzontalnych pasów górnego szmaragdowego, w którego środku znajduje się złota (żółta) figura młodej, biegnącej dziewczyny w rozwianych szatach i dolnego lazurowego, porozdzielanego kilkoma rządami białych kolców – tworzących wrażenie fal. Wysokość dolnego pasa wynosi 1/4 szerokości flagi. Zatwierdzona 23 marca 2004 r.
Flaga oparta jest na herbie Angarska.
Kolor szmaragdowy symbolizuje obfitość zieleni tajgi; żółty – bogactwo, wskazuje na wysoki potencjał przemysłowy miasta; a lazurowy – wodę, wskazuje, że miasto jest zbudowane na brzegu rzeki Angary.